# Marcel Pujalte
Marcel Pujalte est un footballeur puis entraîneur français né le 27 décembre 1920 à Tassin (aujourd'hui Hassi Zahana) en Algérie française et mort le 23 janvier 1986 à Aix-en-Provence. Il évolue au poste de milieu de terrain du milieu des années 1940 au milieu des années 1950.

## Biographie
Après des débuts au SC Sidi Bel Abbès, il devient militaire de 1940 à 1945 et participe au débarquement de Provence. Il joue ensuite à l'Olympique de Marseille avec lequel il est champion de France en 1948. Il évolue ensuite au SO Montpellier, et enfin à l'AS aixoise. Il devient ensuite entraîneur et dirige le SC Saint-Cannat puis, le club de Saint-Rémy de Provence.

## Palmarès
- Champion de France en 1948 avec l'Olympique de Marseille.